# Licenciement en Italie
Le Licenciement en Italie est encadré sur la loi n. 604 de 1966 (qui a prévoit la « protection obligatoire ») et la loi n. 300 de 1970 « Statut des travailleurs » (qui a prévoit la « protection réelle »); les règles fixées dans ces lois sont encore valables et efficaces ; cependant, le législateur italien a ensuite modifié les sanctions que les lois mentionnées avaient prévues contre les licenciements irréguliers.

## Cadre constitutionnel et histoire
Alors que le Code civil de 1942 contient des dispositions relatives au contrat de travail faisant la part belle aux pouvoirs de direction, en consacrant le droit des deux parties de rompre le contrat, la Constitution de 1948 confie à l’État la mission de rééquilibrer les rapports sociaux. La Constitution italienne ainsi contient certaines déclarations de principes insistant sur la valeur travail:
- section 1 « L'Italie est une République démocratique fondée sur le travail ».
- section 4 « La République reconnaît à chaque citoyen le droit au travail ».
- section 35 « La République protège le travail sous toutes ses formes et applications ».

## Les réformes de 1966 et 1970
Les limites juridiques à l’exercice du pouvoir de l’employeur de rupture du contrat de travail n’interviennent formellement qu’en 1966. Cette loi précise que l'employeur de plus de 35 salariés ne peut licencier que pour un motif justifié, qui peut être d’ordre disciplinaire (comportement du salarié) ou objectif (lié à l’organisation productive), ou pour une « juste cause », au sens du Code civil, dans lesquels l’employeur peut rompre le contrat sans préavis. Le travailleur irrégulièrement licencié avait droit à recevoir une indemnité économique établie par la loi (alors qu'avant, le travailleur avait droit seulement à l'indemnité compensatrice du préavis).
La loi suivante n. 300 de 1970 « Statut de travailleurs » a établi que, en certains cas, le travailleur avait droit à la réintégration dans son emploi. L'employeur ne pouvait pas s'opposer à la condamnation à la réintégration du travailleur, alors que en France l'employeur peut choisir entre la réintégration et l'indemnité.

## La loi de 1991
En 1991, le législateur Italien a diminué les sanctions et a augmenté le champ d'application des lois de 1966 et 1970, sans modifier les définitions légales fournies par ces lois précédentes. La loi italienne en matière de licenciements collectifs pour motif économique de 1991 se montre très souple : la protection du salarié repose seulement sur des règles de type procédural, le droit à l’information et à la consultation des représentants syndicaux ; en cas de litige soulevé par le salarié, le juge n’a pas vraiment la possibilité de remettre en cause le choix de l’employeur de supprimer des emplois, dès lors que les représentants du personnel ont dûment été informés.

## Les réformes de 2012 et 2015
La réforme du licenciement en Italie a été effectuée en plusieurs étapes, dont certaines ont échoué. Après 4 mois de discussions entre le patronat, les syndicats et les partis politiques, sous l'autorité de la ministre du Travail Elsa Fornero, un consensus n’a pas été trouvé, mais un texte voté. Giogio Squinzi, président du patronat, l'a décrit comme un « navet » et Susanna Camusso, dirigeante du syndicat CGIL, estimant de son côté que cette loi ne résoudra pas le problème de la précarité des salariés. La réforme du Travail Elsa Fornero (loi n. 92 du juillet 2012 - premier ministre Mario Monti) a prévu quatre différents régimes de sanctions contre les licenciements irréguliers, selon le cas, à partir d'une indemnité économique faible jusqu'à la réintégration. 
Ensuite, le nouveau premier ministre Matteo Renzi a promulgué (décret n. 23 du mars 2015) une nouvelle réforme. La réforme de Renzi, appelée "Job's Act", s'occupe principalement de licenciement économique, en prévoyant une indemnité compensatrice contre les licenciements irréguliers, alors que jusqu'à cette réforme le travailleur italien avait droit à la réintégration dans son emploi (à différence de la France, où l'employeur peut choisir entre la réintégration et l'indemnité). Celle effectuée par le premier ministre Matteo Renzi n'a pas touché aux contrats de travail déjà signés (en tant que la réforme s'applique à tous contrats signés après le 7 mars 2015). Puisque l'employeur n'est plus obligé de réintégrer un salarié injustement licencié (à condition de lui verser une indemnité de deux mois de salaires par année d'ancienneté, plafonnée à 24 mois), le nouveau contrat de travail a été appelé « à protection croissante ». Donc, à la suite de la réforme de 2015, la sanction contre les licenciements économiques (sauf si nuls ou discriminatoires) est constituée seulement par une sanction économique; c'est-à-dire que la réintégration s'applique seulement en cas de licenciement disciplinaire irrégulier, ou contre les licenciements économiques discriminatoires ou nuls.
La nouvelle loi a également introduit une protection sociale accrue au bénéfice des catégories exclues des grandes conventions collectives du pays: des millions de salariés ont à cette occasion pu bénéficier de l’assurance chômage, à laquelle ils n’avaient pas le droit jusque-là, puisque 90 % des entreprises italiennes emploient moins de 10 salariés.